# ماندالا (اختلال ضال)
«ماندالا» (بالإنجليزية: Mandala)‏ هي الحلقة الثانية للموسم الثاني من مسلسل إيه إم سي التلفزيوني الدرامي اختلال ضال. كتبها جورج ماستراس وأخرجها آدم بيرنستاين، تم بثها على إيه إم سي في 17 مايو 2009.
تقدم هذه الحلقة شخصيات غاس فرينغ وفيكتور، الذي يلعبهم جيانكارلو اسبوزيتو وجيرامايا بيتزوي على التوالي.

## وصلات خارجية
- «ماندالا» على إيه إم سي (بالإنجليزية)
- «ماندالا» على قاعدة بيانات الأفلام على الإنترنت (بالإنجليزية)